# 天主教韋恩堡-南本德教區
天主教韋恩堡-南本德教區（拉丁語：Dioecesis Wayne Castrensis-South Bendensis）是美國一個羅馬天主教教區，屬印第安納波利斯總教區。
範圍包括印第安納州東北部，教座位於韋恩堡。2006年有教友159,888人（佔轄區總人口12.8%）、八十四個堂區、249名司鐸。現任教區主教凱文·C·羅德斯。
韋恩堡教區成立於1857年1月8日，1960年5月28日易名至今。